# Villa Alicius
La villa Alicius, située à Hauterives, est la maison qu'occupa Ferdinand Cheval, dit Facteur Cheval, une fois en retraite, à proximité de son Palais idéal.

## Description
Construite en béton de chaux à la mort de sa fille Alice (à qui il dédie l’édifice), la villa est indissociable du palais. Édifiée sur deux niveaux au nord-est du monument, elle présente un toit-terrasse destiné à admirer le palais.
Les façades et toitures de la villa Alicius et de la remise attenante, ainsi que les façades et toitures du hangar, le belvédère, le système de clôture et les sols sont inscrits au titre des monuments historiques par arrêté du 19 mars 2010.